# 速示器

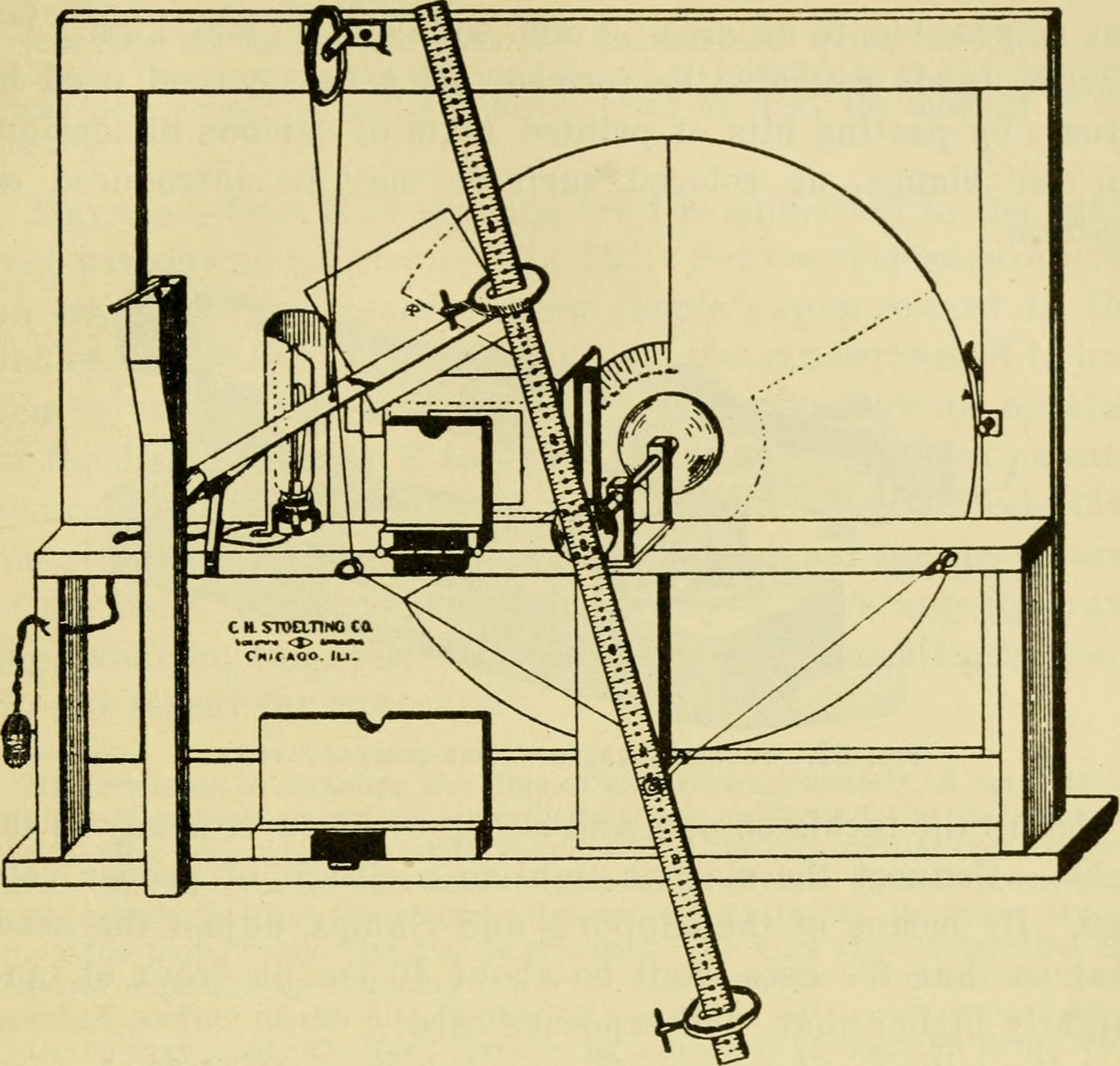
1921年的速示器

速示器是一種心理学实验仪器，它也是一種可以在特定時間內顯示图像的机器。它可以用來測試圖像中的哪些元素容易被人記住。速示器一般為幻燈片投影機或透镜式投影仪，而且配備快門系統。

## 历史
第一個速示器是由德國生理學家阿尔弗雷德·威廉·福尔克曼於1859年首次提出。塞缪尔·伦肖在第二次世界大战期間用它来训练戰鬥機飛行員，他認為這一機器可以幫助他們識別飛機的輪廓，以便於區分友軍和敵軍的飛機。